# هيت (ماساتشوستس)
هيت (بالإنجليزية: Heath, Massachusetts)‏ هي بلدة أمريكية تقع في الولايات المتحدة في مقاطعة فرانكلين (ماساتشوستس). يقدر عدد سكانها بـ 706 نسمة ومساحتها 64.5 كم2 و وترتفع عن سطح البحر 512 متر.

## أعلام
- ويليام دبليو. سنو
- فرانك إي. هاو